# Capitão Poço Esporte Clube
Capitão Poço Esporte Clube é um clube profissional de futebol da cidade de Capitão Poço, no estado do Pará que trabalha com categorias de base e futebol profissional.

## História
Pela primeira vez, a cidade de Capitão Poço tem um representante para disputar a Série B do Campeonato Paraense de Futebol, em 2021. 
Situação esta que foi viabilizada após a conclusão da obra do Estádio Municipal José Rufino de Souza, em 2019, assim o clube disputou o campeonato estadual sub-20 e criou o projeto para disputar em nível profissional. 

## Elenco profissional
Legenda
- : Capitão
- : Prata da casa (Jogador da base)
- : Jogador lesionado/contundido

## Estatísticas

### Participações
|  | Participações em 2025 |

| Competição | Competição          | Temporadas | Melhor campanha     | Estreia | Última | P | R |
| Pará       | Campeonato Paraense | 1          | 7º colocado (2025)  | 2025    | 2025   |   | – |
| Pará       | Série B1            | 4          | Vice-campeão (2024) | 2021    | 2024   | 1 | – |

### Categorias de Base
|  | Participações em 2022 |

| Competição | Competição | Temporadas | Melhor campanha       | Estreia | Última | P | R |
| Pará       | Sub-20     | 2          | 1ª fase (2019 e 2022) | 2019    | 2022   |   |   |